# Lelio Carafa
Lelio Carafa († 23. Dezember 1761) stellte sich als Militär im Spanischen Erbfolgekrieg 1707 auf die Seite der spanischen Habsburger und nahm an mehreren ihrer Schlachten teil. In Spanien stieg er in den Rang eines Granden auf und erhielt schließlich höchste Staatsämter.

## Leben

### Herkunft
Lelio Carafa kam als dritter Sohn des Marzio Domenico, des Herzogs von Maddaloni, und der Emilia Carafa, einer Angehörigen des Herzogshauses von Andria, zur Welt. Die Familie gehörte damit der Linie der Carafa della Stadera an.

### Erbfolgekrieg (ab 1701), Anhänger der Bourbonen
Bei Ausbruch des Spanischen Erbfolgekriegs im Jahr 1701 hatte sich die Familie Maddaloni auf die Seite der Bourbonen geschlagen, so dass sich Lelio Carafa, wie andere neapolitanische Adlige auch, 1707 in das Gefolge König Philipps V. begab. Dieser hatte Sizilien verloren und verließ dementsprechend das Königreich Neapel Richtung Spanien. Während Lelio Carafas Bruder Carlo, Herzog von Maddaloni, Karl von Habsburg als Herrscher anerkannte, blieb Lelio, der den Titel eines Markgrafen von Arienzo erhalten hatte, auf Seiten König Philipps. Das Königreich Neapel fiel im Frieden von Utrecht an die österreichischen Habsburger. 
Lelio Carafa hatte 1707 an den Schlachten bei Almansa teilgenommen, in der er schwer verletzt worden war, dann bei Almansa und Villaviciosa.

### Majorat in Kastilien
Aufgrund seiner Verdienste schenkte ihm der König das Majorat, das die Herzöge von Maddaloni in Kastilien besaßen. Dieses Majorat soll etwa 99.000 Dukaten eingebracht haben. Im Gegenzug ließ Carlo, dem das Majorat damit entzogen worden war, 1709 die Pension von 6.000 Dukaten aussetzen, die Carafa von seinem Bruder erhielt.

### Rückkehr nach Italien, Erhebung zum Granden
Im Gefolge Karls von Bourbon kehrte er nach Italien zurück. Dort wurde er zum Hauptmann einer Kompanie berittener Leibwächter ernannt, unter deren Kommando Elisabetta Farnese ihn persönlich erhoben sehen wollte. Bis Oktober 1735 führte er die Oberaufsicht über die öffentlichen Theater. 1737 wurde er zum Generalleutnant befördert und 1738 vom König zum Großprotonotar ernannt, er erhielt also eines der Ämter, die inzwischen eine bloße Sinekure darstellten.
Lelio Carafa war 1719 in den Orden vom Goldenen Vlies aufgenommen worden und hatte 1734 den Titel eines Granden erhalten.

### Letzte Schlacht (1744), Generalkapitan und Staatsrat (1759)
Im Gefolge des Königs nahm er noch 1744 an der Schlacht bei Velletri teil. Bei seiner Abreise aus Neapel beförderte der 1759 zum König von Spanien erhobene Karl (III.) Lelio Carafa in den Rang eines Capitano generale und noch 1759 zum Consigliere di Stato (Staatsrat).